# Уманский район
У́манский район (укр. Уманський район) — административная единица на юго-западе Черкасской области Украины. Административный центр — город Умань.

## География
Площадь района — 4528 км² (в старых границах до 2020 года — 1395 км²).
На востоке граничит со Звенигородским районом Черкасской области, на юге — с Голованевским районом Кировоградской области, на западе — с Гайсинским и Винницким районами Винницкой области, на севере — с Белоцерковским районом Киевской области.
Расположен на западе Черкасской области.

## История
Район образован в УССР в 1923 году. 12 ноября 1959 года к Уманскому району были присоединены части территорий упразднённых Бабанского и Ладыжинского районов.
17 июля 2020 года в результате административно-территориальной реформы район был увеличен, и в его состав вошли территории:
- Уманского района,
- Жашковского района,
- Маньковского района,
- Монастырищенского района,
- Христиновского района,
- а также территория города областного значения Умань.

## Население
Численность населения района в укрупнённых границах — 257,5 тыс. человек.
Численность населения района в границах до 17 июля 2020 года по состоянию на 1 января 2020 года — 41 994 человека, из них городского населения — 2 215 человек (пгт Бабанка), сельского — 39 779 человек.

## Административное устройство
Район в укрупнённых границах с 17 июля 2020 года делится на 12 территориальных общин (громад), в том числе 4 городские, 3 поселковые и 5 сельских общин (в скобках — их административные центры):
- Городские:
  - Уманская городская община (город Умань),
  - Жашковская городская община (город Жашков),
  - Монастырищенская городская община (город Монастырище),
  - Христиновская городская община (город Христиновка);
- Поселковые:
  - Бабанская поселковая община (пгт Бабанка),
  - Букская поселковая община (пгт Буки),
  - Маньковская поселковая община (пгт Маньковка);
- Сельские:
  - Баштечковская сельская община (село Баштечки),
  - Дмитрушковская сельская община (село Дмитрушки),
  - Иваньковская сельская община (село Иваньки),
  - Ладыжинская сельская община (село Ладыжинка),
  - Паланская сельская община (село Паланка).

## Паломничество
В Умани находится Историко-культурный центр брацлавских хасидов, на территории которого захоронен Раби Нахман, основатель Брацлавского хасидизма. Паломничество хасидов в Умань оставило след в самобытности города. Местные жители узнали много об обычаях и нравах гостей, познакомились ближе с их культурой и музыкой.